# Plaški
Plaški és un poble del comtat de Karlovac (Croàcia). El 2011 tenia 2.090 habitants. Kunić és un poble del municipi a 6 km al nord-oest de Plaški que en 2011 tenia 32 habitants.